# Bruno Silva
Bruno Silva (* 29. März 1980 in Melo; vollständiger Name Bruno Ramón Silva Barone) ist ein ehemaliger uruguayischer Fußballspieler. Sein Vetter Nicola Pérez ist ebenfalls Fußball-Profi.

## Karriere

### Verein
Bruno Silva startete seine Karriere als Fußballer in seiner uruguayischen Heimat bei den Melo Wanderers und dem Danubio FC. Bei Danubio wurde er in der Saison 2002 Stammspieler und empfahl sich erstmals europäischen Vereinen. Nach zwei gewonnenen halbserien verließ Bruno Silva seine Mannschaft wegen des lukrativeren Angebots aus Russland und ging in die erste russische Liga zu FK Rostow.
Nach nur einem halben Jahr mit enttäuschenden vier Einsätzen kehrte Silva zu Danbio zurück und konnte mit seiner Mannschaft die Clausura 2004 sowie die Uruguayische Meisterschaft des Jahres 2004 gewinnen. Bis Mitte der nächsten Saison blieb der Abwehrspieler bei Danubio, ehe er zum niederländischen Erstligisten FC Groningen wechselte. Nach zweieinhalb Jahren als Stammspieler ging Bruno Silva im Januar 2008 zum Ligarivalen und Spitzenverein Ajax Amsterdam. Hier machte er in anderthalb Spielzeiten jedoch nur 20 Spiele. Anfang 2010 ging er daher auf Leihbasis zum brasilianischen Internacional Porto Alegre, bei dem er das gesamte Jahr verbrachte und somit die Copa Libertadores 2010 gewann. Nach seiner Rückkehr zu Ajax in der Winterpause 2010/11 stand er unter dem neuen Trainer Frank de Boer vor seinem Comeback in den Kader, erlitt jedoch im Trainingslager eine schwere Schulterverletzung, die ihn für mehrere Monate außer Gefecht setzte.
Seit Ende Dezember 2012 steht er nach langer Verletzungspause beim uruguayischen Erstligisten Cerro Largo FC unter Vertrag und absolvierte dort 2012/13 11 Ligaspiele (ein Tor). In der Spielzeit 2013/14 stand er 19-mal in der Primera División auf dem Platz und erzielte zwei Tore. Bei den Ost-Uruguayern nahm er die Rolle des Mannschaftskapitäns ein. Am Saisonende musste sein Verein den Gang in die Zweitklassigkeit antreten. In der Zweitligaspielzeit 2014/15 lief er 15-mal in der Segunda División auf und erzielte zwei Treffer. Während der Saison 2015/16 stehen für ihn 20 Ligaeinsätze und drei Tore zu Buche. In der Zwischenspielzeit 2016 kamen noch drei weitere Zweitligaeinsätze (kein Tor) hinzu. Nachdem Silva im Januar 2017 seine Laufbahn beendet hatte, kehrte im August des Jahres nochmals zu dem Klub zurück. Am Ende des Jahres beendete er dann aktive Karriere.

### Nationalmannschaft
Am 4. Februar 2003 gab Silva im Rahmen des Carlsberg Cup im Spiel gegen den Iran unter Nationaltrainer Gustavo Ferrín sein Debüt der Nationalmannschaft Uruguays mit einem Startelfeinsatz. Auch unter Juan Ramón Carrasco, dem Nachfolger Ferríns als Auswahltrainer, wurde er ins Nationalteam berufen. Nach seinem vierten Länderspiel am 15. August 2003, in dem er die "Celeste" sogar als Mannschaftskapitän zu einem 5:2-Sieg im Finale des LG Peace Cups gegen die irakische Nationalelf führte, folgte zunächst eine längere Länderspielpause Silvas. Erneut wurde er sodann seit der Partie gegen die Türkei am 25. Mai 2008 regelmäßig in der Nationalmannschaft aufgestellt. Letztmals kam er am 9. September 2009 beim 3:1-Heimsieg im WM-Qualifikationsspiel gegen Kolumbien in der A-Auswahl zum Einsatz. Insgesamt absolvierte er 17 Länderspiele (kein Tor).

## Erfolge
- 1× Copa Libertadores: 2010
- 1× Uruguayischer Meister mit Danubio: 2004
- 1× Torneo Apertura: 2001
- 2× Torneo Clausura: 2002, 2004

## Wissenswertes
- Silva besitzt auch einen italienischen Pass und nimmt somit keinen Platz als Nicht-EU-Bürger ein.